# Springfield (Simpsoni)
Springfield je izmišljeni grad u koji je smještena radnja američke animirane TV serije Simpsoni. Srednje velik grad u nepoznatoj saveznoj državi, Springfield je zatvoreni svemir u kojem likovi mogu istraživati probleme s kojima se suočava moderno društvo. Zemljopisne značajke grada i njegove okolice su fleksibilna, prilagođavaju se potrebama razvoja radnje svake epizode. Nemoguće je odrediti lokaciju Springfielda; serija je namjerno neodređena na tu temu, te daje proturječne i nemoguće informacije.

## Grad
Springfield je 1796. godine osnovala skupina predvođena Jebediahom Springfieldom (poznatim i kao Hans Sprungfeld), koja je, nakon krivog tumačenja odlomka iz Biblije, napustila Maryland pokušavajući pronaći "Novu Sodomu". Nakon što je Jebediah Springfield odbio osnovati grad u kojem muškarci slobodno mogu oženiti svoje rođakinje, pola se skupine odvojilo kako bi napravilo baš to. Svoj su grad nazvali Shelbyville, po sudrugu Shelbyvilleu Manhattanu te od tada postoji rivalstvo između ta dva grada. Springfield je svoju vrhunac dosegnuo sredinom 20. stoljeća, kada je u njemu otvorena prva tvornica amfibijskih automobila na svijetu; također je rečeno da je polovica stanovništva SAD-a nosilo springfieldske kaljače, a ulice Springfielda bile su doslovno popločene zlatom. Zatim je gradski napredak prestao; naslovna priča časopisa Time o Springfieldu nosila je naziv "Najgori američki grad".
Zemljopisne se značajke Springfielda mijenjaju prema potrebama svake epizode. Uključivale su šume, livade, planinske lance, pustinju, kanjone, plaže, močvare, jezera, potoke i rijeke. Springfield je ponekad prikazan u priobalju, iako druge epizode pokazuju gradsku panoramu bez ikakvih naznaka obale. Imenovane zemljopisne znamenitosti uključuju Springfieldski kanjon, Springfieldske nacionalne šume, vulkan Mt. Springfield, Zapadnu springfieldsku pustinju, gigantsku planinu Murderhorn, Springfieldski glečer, Nacionalni park Mt. Useful, Springfieldsku mesu, i Nacionalni park Springfield. Springfield se evidentno nalazi na području s velikom količinom padalina, kako kiše, tako i snijega. Međutim, vrijeme je većinom lijepo i sunčano. Springfield je također bio na udaru valova vrućine i jakih sniježnih oluja. Tijekom godina bio je izložen svim mogućim prirodnim nepogodama i katastrofama, uključujući lavine, potrese, kisele kiše, poplave, uragane, udare munja, tornada, erupcije vulkana i udar meteora.
Grad je podijeljen na mnoge četvrti koje uključuju Rats Nest, Bum Town, Kinesku četvrt, Crackton, istočni Springfield, Grčku četvrt, Junkyville, Mali Bangkok, Malu Italiju, Mali Newark, Mali Stockholm, Mali Seattle, Etničku četvrt, Lower Eastside, Pressboard Estates, Skid Row, Springfieldsku luku, Springfield Heights, Springshire, Tibetansku četvrt, bogati Waverly Hills, zapaljivu četvrt, gay četvrt, četvrt brze hrane i Rusku četvrt.
U epizodi "Trash of the Titans", Homer Simpson izabran je za predstojnika Ureda za čistoću. Nakon što je Homer u prvih mjesec dana potrošio godišnji budžet, bio je prisiljen primiti otpad drugih gradova kako bi zaradio dovoljno novca da plati smetlare. Nakon nekog vremena, rudnici u koje je dovezeno sve smeće erumpiraju i onečiste cijeli grad, što primora stanovništvo na selidbu 8 kilometara niz glavnu prometnicu kako bi osnovali novi Springfield zato što se stari pretvorio u veliko smetlište.
Trenutačni gradonačelnik Springfielda je Joe Quimby, član demokratske stranke, a gradski predstavnik u Kongresu je Klaun Krusty, član republikanske stranke. Mary Bailey, demokratkinja, guvernerka je savezne države u kojoj se Springfield nalazi, a prvi se put pojavljuje u epizodi "Two Cars In Every Garage, Three Eyes On Every Fish". Gradonačelnik Quimby istovremeno je nekompetentan, nemoralan i korumpiran te je političar sklon prijevarama. Quimby je ženskar i više je puta prevario suprugu. Građani Springfielda obično se ne obaziru na njegovo ponašanje, uz neke iznimke, kao kad su na primjer građani okrivili Quimbyja za najveću prometnu gužvu u povijesti grada, koji je izazvao Bart Simpson.
Springfield se ponosi svojom opernom kućom, amfiteatrom, arboretumom, živoj jazz sceni, a prije je smatran centrom zabave svoje savezne države. Vjerski objekti uključuju lokalnu sinagogu, Prvu Crkvu Springfielda, Prvu AME Crkvu i katedralu. Mediji uključuju KBBL Broadcasting Inc., tvrtku koja je vlasnik barem tri radijske i jedne televizijske postaje. The Springfield Shopper je gradski dnevni list.
Grad ima niže ligašku bejzbolsku momčad, Springfield Isotopese (Izotopi). Radnja epizode "Hungry, Hungry Homer" vrti se oko pokušaja Homera Simpsona da spriječi planiranu selidbu bejzbolske momčadi u Albuquerque. Springfield ima bejzbolski stadion i hokejašku dvoranu, u kojoj utakmice igra hokejaška momčad Springfield Ice-O-Topes.

## Nastanak
Springfield bi trebao predstavljati prosječni američki grad, a ne neko određeno stvarno mjesto, iako su producenti potvrdili da su grad temeljili na različitim stvarnim lokacijama, uključujući rodni grad autora Simpsona Matta Groeninga, Portland u Oregonu. Groeningu se sviđalo korištenje grada Melonvillea u seriji Second City Television kao mini svemira te je između ostalog i na toj ideji temeljio Simpsone. Odabrao je ime Springfield jer je to jedno od najčešćih imena gradova u SAD-u.

## Lokacija
Zbog mnogih proturječnih izjava u epizodama koje se tiču Springfielda, nemoguće je da grad postoji u bilo kojoj od američkih saveznih država. Na primjer, Ned Flanders kaže da država u kojoj se nalazi Springfield graniči s Ohiom, Nevadom, Maineom i Kentuckyjem.
Nepoznata zemljopisna lokacija grada česta je šala u seriji. Epizode često ismijavaju činjenicu da nije moguće identificirati saveznu državu u kojoj je Springfield, dodajući proturječne opise, zamagljene zemljopisne karte i prekidajući moguće reference tijekom razgovora.
David Silverman tvrdio je da se Springfield nalazi u izmišljenoj saveznoj državi "Sjeverna Takoma". Ta tvrdnja je objašnjena kraticama NT i TA koje se pojavljuju u seriji. Međutim, to nikad nikad nije potvrdio ni jedan producent serije, niti je potvrđeno u nekoj od epizoda Simpsona. U Homerovoj vozačkoj dozvoli kratica savezne države je NT, a poštanski broj 49007, što je poštanski broj mjesta Kalamazoo u Michiganu, iako su kao pozivni brojevi za Springfield navođeni i 636 (Missouri) i 939 (Puerto Rico).
Tijekom promoviranja filma The Simpsons Movie, različiti gradovi u SAD-u koji nose ime Springfield natjecali su se za održavanje premijere filma u svojem gradu., a pobijedio je Springfield u Vermontu.

## Vanjske poveznice
- Interaktivna karta Springfielda  Arhivirana inačica izvorne stranice od 19. travnja 2010. (Wayback Machine)